# Coppa del Mondo di slittino su pista naturale 2019
La Coppa del Mondo di slittino su pista naturale 2018-19, ventisettesima edizione della manifestazione organizzata dalla Federazione Internazionale Slittino, ebbe inizio il 15 dicembre 2018 a Kühtai e si concluse il 16 febbraio 2019 a Umhausen. Furono disputate sette gare nel singolo uomini, nel singolo donne e nel doppio, in sei differenti località.

## Risultati
| Data             | Località            | Nazione | Specialità       | Primi classificati                      | Secondi classificati                        | Terzi classificati                          |
| ---------------- | ------------------- | ------- | ---------------- | --------------------------------------- | ------------------------------------------- | ------------------------------------------- |
| 16 dicembre 2018 | Kühtai              | Austria | Doppio           | Rupert Brueggler Tobias Angerer Austria | Patrick Pigneter Florian Clara Italia       | Pavel Poršnev Ivan Lazarev Russia           |
| 16 dicembre 2018 | Kühtai              | Austria | Donne – Singolo  | Evelin Lanthaler Italia                 | Greta Pinggera Italia                       | Tina Unterberger Austria                    |
| 16 dicembre 2018 | Kühtai              | Austria | Uomini – Singolo | Alex Gruber Italia                      | Thomas Kammerlander Austria                 | Florian Glatzl Austria                      |
| 12 gennaio 2019  | Obdach-Winterleiten | Austria | Doppio           | Patrick Pigneter Florian Clara Italia   | Patrick Lambacher Matthias Lambacher Italia | Pavel Poršnev Ivan Lazarev Russia           |
| 12 gennaio 2019  | Obdach-Winterleiten | Austria | Donne – Singolo  | Evelin Lanthaler Italia                 | Greta Pinggera Italia                       | Tina Unterberger Austria                    |
| 12 gennaio 2019  | Obdach-Winterleiten | Austria | Uomini – Singolo | Thomas Kammerlander Austria             | Alex Gruber Italia                          | Michael Scheikl Austria                     |
| 18 gennaio 2019  | Mosca               | Russia  | Doppio           | Stanislav Kovšik Il'ja Tarasov Russia   | Aleksandr Egorov Pëtr Popov Russia          | Patrick Pigneter Florian Clara Italia       |
| 19 gennaio 2019  | Mosca               | Russia  | Donne – Singolo  | Evelin Lanthaler Italia                 | Ekaterina Lavrent'eva Russia                | Greta Pinggera Italia                       |
| 19 gennaio 2019  | Mosca               | Russia  | Uomini – Singolo | Thomas Kammerlander Austria             | Alex Gruber Italia                          | Florian Glatzl Austria                      |
| 19 gennaio 2019  | Mosca               | Russia  | Doppio           | Patrick Pigneter Florian Clara Italia   | Aleksandr Egorov Pëtr Popov Russia          | Stanislav Kovšik Il'ja Tarasov Russia       |
| 19 gennaio 2019  | Mosca               | Russia  | Donne – Singolo  | Evelin Lanthaler Italia                 | Ekaterina Lavrent'eva Russia                | Tina Unterberger Austria                    |
| 19 gennaio 2019  | Mosca               | Russia  | Uomini – Singolo | Alex Gruber Italia                      | Patrick Pigneter Italia                     | Thomas Kammerlander Austria                 |
| 26 gennaio 2019  | Nova Ponente        | Italia  | Doppio           | Patrick Pigneter Florian Clara Italia   | Pavel Poršnev Ivan Lazarev Russia           | Rupert Brüggler Tobias Angerer Austria      |
| 27 gennaio 2019  | Nova Ponente        | Italia  | Donne - Singolo  | Evelin Lanthaler Italia                 | Ekaterina Lavrent'eva Russia                | Greta Pinggera Italia                       |
| 27 gennaio 2019  | Nova Ponente        | Italia  | Uomini - Singolo | Alex Gruber Italia                      | Thomas Kammerlander Austria                 | Patrick Pigneter Italia                     |
| 9 febbraio 2019  | Vatra Dornei        | Romania | Doppio           | Patrick Pigneter Florian Clara Italia   | Aleksandr Egorov Pëtr Popov Russia          | Patrick Lambacher Matthias Lambacher Italia |
| 10 febbraio 2019 | Vatra Dornei        | Romania | Donne - Singolo  | Evelin Lanthaler Italia                 | Greta Pinggera Italia                       | Ekaterina Lavrent'eva Russia                |
| 10 febbraio 2019 | Vatra Dornei        | Romania | Uomini - Singolo | Thomas Kammerlander Austria             | Michael Scheikl Austria                     | Patrick Pigneter Italia                     |
| 16 febbraio 2019 | Umhausen            | Austria | Doppio           | Pavel Poršnev Ivan Lazarev Russia       | Patrick Pigneter Florian Clara Italia       | Rupert Brüggler Tobias Angerer Austria      |
| 16 febbraio 2019 | Umhausen            | Austria | Donne - Singolo  | Evelin Lanthaler Italia                 | Greta Pinggera Italia                       | Ekaterina Lavrent'eva Russia                |
| 16 febbraio 2019 | Umhausen            | Austria | Uomini - Singolo | Patrick Pigneter Italia                 | Thomas Kammerlander Austria                 | Alex Gruber Italia                          |

## Classifiche

### Singolo uomini
| Pos. | Nome                | Nazione | KUH | OBD | MOS | MOS | NOV | VAT | UMH | Totale |
| ---- | ------------------- | ------- | --- | --- | --- | --- | --- | --- | --- | ------ |
| 1    | Thomas Kammerlander | Austria | 2   | 1   | 1   | 3   | 2   | 1   | 2   | 625    |
| 2    | Alex Gruber         | Italia  | 1   | 2   | 2   | 1   | 1   | 4   | 3   | 600    |
| 3    | Patrick Pigneter    | Italia  | 4   | 4   | 4   | 2   | 3   | 3   | 1   | 505    |
| 4    | Michael Scheikl     | Austria | 5   | 3   | 8   | 4   | 4   | 2   | 4   | 432    |
| 5    | Florian Glatzl      | Austria | 3   | 5   | 3   | 5   | 6   | 5   | 6   | 405    |
| 6    | Florian Clara       | Italia  | 6   | 6   | 9   | 8   | 7   | 9   | 5   | 321    |
| 7    | Aleksandr Egorov    | Russia  | 9   | 9   | 6   | 6   | 8   | 6   | 10  | 306    |
| 8    | Stefan Federer      | Italia  | 8   | 27  | 5   | 7   | 5   | 10  | 7   | 294    |
| 9    | Christian Schopf    | Austria | 7   | 8   | 12  | 10  | 12  | 8   | 27  | 244    |
| 10   | Stanislav Kovšik    | Russia  | -   | 11  | 10  | 12  | 10  | 7   | 9   | 223    |

### Singolo donne
| Pos. | Nome                  | Nazione  | KUH | OBD | MOS | MOS | NOV | VAT | UMH | Totale |
| ---- | --------------------- | -------- | --- | --- | --- | --- | --- | --- | --- | ------ |
| 1    | Evelin Lanthaler      | Italia   | 1   | 1   | 1   | 1   | 1   | 1   | 1   | 700    |
| 2    | Greta Pinggera        | Italia   | 2   | 2   | 3   | 5   | 3   | 2   | 2   | 535    |
| 3    | Ekaterina Lavrent'eva | Russia   | 5   | 5   | 2   | 2   | 2   | 3   | 3   | 505    |
| 4    | Tina Unterberger      | Austria  | 3   | 3   | 6   | 3   | 4   | 4   | 4   | 440    |
| 5    | Michelle Diepold      | Austria  | 6   | 6   | 5   | 7   | 6   | 5   | 6   | 356    |
| 6    | Alexandra Pfattner    | Italia   | 4   | 9   | 4   | 4   | 18  | 6   | 18  | 315    |
| 7    | Dar'ja Maleeva        | Russia   | 9   | 10  | 8   | 8   | 8   | 7   | 8   | 289    |
| 8    | Michaela Niemetz      | Germania | 11  | 11  | 9   | 9   | 9   | 9   | 11  | 258    |
| 9    | Aleksandra Suvorova   | Russia   | -   | 13  | 10  | 10  | 11  | 8   | 12  | 210    |
| 10   | Lisa Walch            | Germania | 8   | 4   | -   | -   | 7   | -   | 7   | 194    |

### Doppio
| Pos. | Nome                                 | Nazione  | KUH | OBD | MOS | MOS | NOV | VAT | UMH | Totale |
| ---- | ------------------------------------ | -------- | --- | --- | --- | --- | --- | --- | --- | ------ |
| 1    | Patrick Pigneter Florian Clara       | Italia   | 2   | 1   | 3   | 1   | 1   | 1   | 2   | 640    |
| 2    | Aleksandr Egorov Pëtr Popov          | Russia   | 4   | 4   | 2   | 2   | 4   | 2   | 5   | 490    |
| 3    | Pavel Poršnev Ivan Lazarev           | Russia   | 3   | 3   | 17  | 5   | 2   | 5   | 1   | 459    |
| 4    | Patrick Lambacher Matthias Lambacher | Italia   | 6   | 2   | 5   | 4   | 5   | 3   | 4   | 435    |
| 5    | Stanislav Kovšik Il'ja Tarasov       | Russia   | -   | 5   | 1   | 3   | 17  | 4   | 6   | 359    |
| 6    | Rupert Brüggler Tobias Angerer       | Austria  | 1   | 6   | -   | -   | 3   | -   | 3   | 290    |
| 7    | Aleksej Martjanov Ivan Rodin         | Russia   | 7   | 10  | 4   | -   | 6   | -   | -   | 192    |
| 8    | Bine Mekina Blaz Mekina              | Slovenia | 9   | 9   | -   | -   | -   | -   | 11  | 112    |
| 9    | Fabian Achenrainer Miguel Brugger    | Austria  | 5   | -   | -   | -   | -   | -   | 7   | 101    |
| 10   | Maximilian Pichler Matthias Pichler  | Austria  | -   | -   | 6   | 6   | -   | -   | 0   | 100    |

### Coppa nazioni
| Pos. | Nazione    | KUH | OBD | MOS | MOS | NOV | VAT | UMH | Totale |
| ---- | ---------- | --- | --- | --- | --- | --- | --- | --- | ------ |
| 1    | Italia     | 812 | 796 | 626 | 677 | 829 | 658 | 783 | 5181   |
| 2    | Russia     | 445 | 577 | 631 | 586 | 629 | 532 | 569 | 3969   |
| 3    | Austria    | 679 | 560 | 411 | 401 | 517 | 411 | 640 | 3619   |
| 4    | Germania   | 266 | 256 | 113 | 119 | 173 | 67  | 187 | 1181   |
| 5    | Polonia    | 197 | 177 | -   | -   | 118 | 135 | 168 | 795    |
| 6    | Ucraina    | 170 | 197 | -   | -   | 119 | -   | 205 | 691    |
| 7    | Argentina  | -   | 45  | 56  | 62  | 48  | 60  | 91  | 362    |
| 8    | Slovenia   | 104 | 105 | -   | -   | 49  | -   | 97  | 355    |
| 9    | Rep. Ceca  | 45  | 13  | 47  | 49  | 40  | 42  | 16  | 252    |
| 10   | Kazakistan | -   | 16  | 56  | 45  | 38  | 48  | 17  | 220    |